# USS Salem (CA-139)

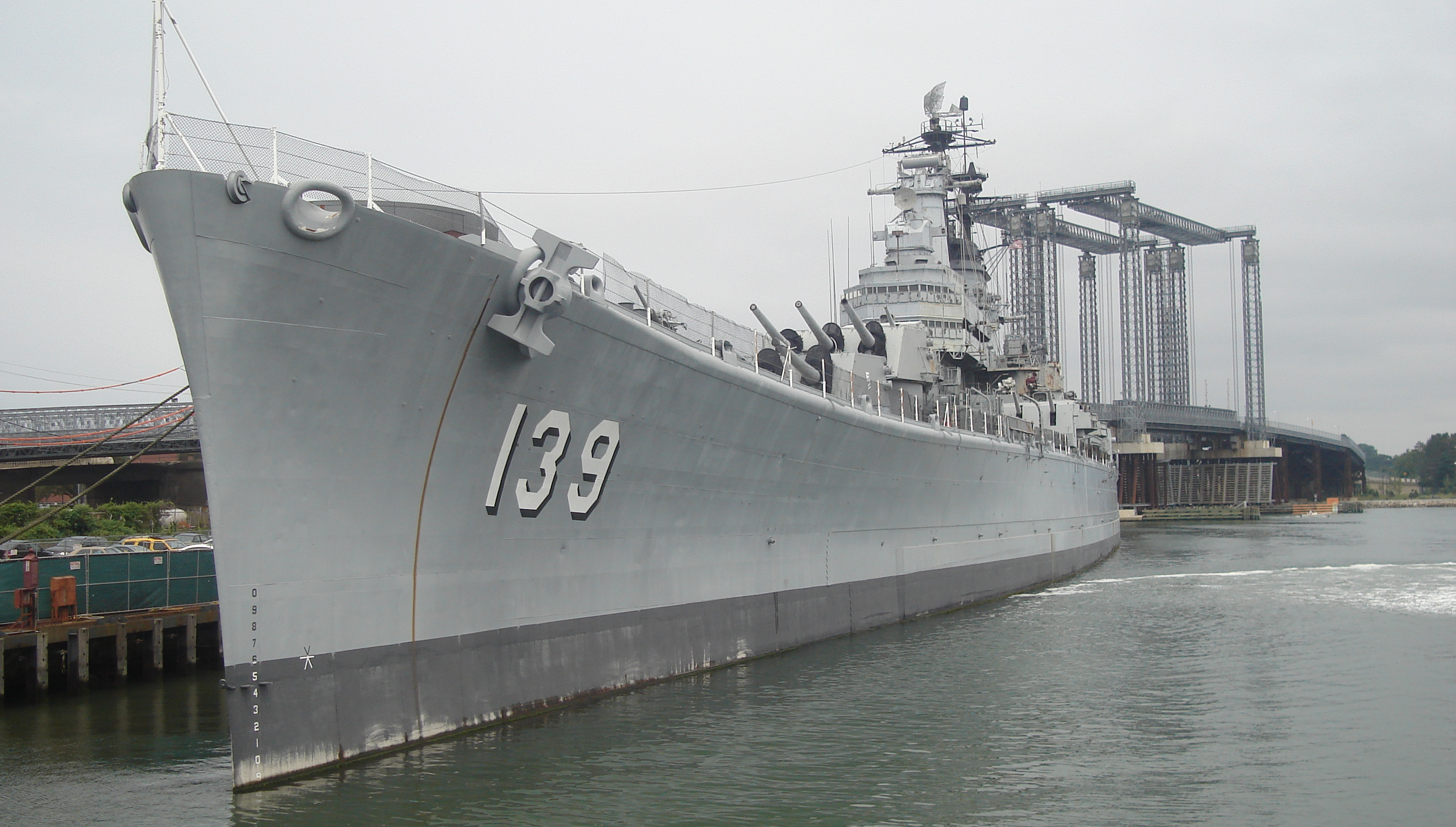
USS „Salem” jako okręt muzeum w Quincy

USS Salem (CA-139) – jeden z trzech amerykańskich ciężkich krążowników typu Des Moines, który wszedł do służby już po zakończeniu II wojny światowej. Były to ostatnie amerykańskie krążowniki uzbrojone tylko w artylerię lufową. Okręt obecnie stoi zacumowany w Quincy (Massachusetts) jako okręt-muzeum.

## Historia
Krążownik został zwodowany 25 marca 1946 roku w stoczni Fore River należącej do Bethlehem Steel Corporation w Quincy w stanie Massachusetts a 14 maja 1949 roku oddany do służby w US Navy. Pierwszym dowódcą okrętu był komandor J. C. Daniel. W pierwszym rejsie okręt odwiedził Salem, a następnie udał się na trzy miesiące do Zatoki Guantanamo w celu zgrania załogi, następnie powrócił do Stanów Zjednoczonych do stoczni marynarki Boston Navy Yard w celu dokonania niezbędnych napraw. Do końca roku 1949 krążownik jeszcze dwa razy płynął na Kubę. Na początku 1950 roku okręt brał udział w manewrach floty atlantyckiej. 17 maja 1950 roku „Salem” został flagowym okrętem 6 floty operującej na Morzu Śródziemnym zamieniając się w tym zadaniu z innym okrętem typu Des Moines, USS „Newport News” (CA-148). Podczas tej pierwszej z siedmiu misji, którą pełnił „Salem” jako okręt flagowy 6 Floty w latach 1950–1958, odwiedził Maltę, Włochy, Francję, Grecję, Turcję, Liban i Algierię. 22 września 1950 roku „Newport News” zmienił „Salem” na stanowisku okrętu flagowego i krążownik powrócił do Stanów Zjednoczonych. Na początku 1951 roku okręt bierze udział w ćwiczeniach artyleryjskich w Zatoce Guantanamo, a w marcu wraca na Morze Śródziemne aby ponownie zostać okrętem flagowym 6 floty na miejsce „Newport News”. 19 września 1951 roku „Salem” zostaje zastąpiony przez bliźniaczą jednostkę „Des Moines” (CA-134) i powraca do kraju. W lutym 1952 roku okręt odbywa rejs u wybrzeży Kuby a 29 marca zawija do Bostonu w celu dokonania drobnych napraw. 19 kwietnia wyrusza na Morze Śródziemne, na którym operuje do 29 września. Zmieniony na stanowisku flagowego okrętu 6 floty przez „Des Moines” przybywa do Bostonu 9 października. W styczniu 1953 roku okręt uczestniczy w ćwiczeniach na wodach Zatoki Guantanamo. Następnie w kwietniu płynie na Morze Śródziemne. Podczas swojej kolejnej misji na wodach Morza Śródziemnego „Salem” bierze udział w akcji pomocy ofiarom trzęsienia ziemi, które zdewastowało Wyspy Jońskie. Akcja ma miejsce w dniach 13–17 sierpnia 1953 roku. 24 października „Salem” wraca do Bostonu. W lutym 1954 roku krążownik płynie do Zatoki Guantanamo, w maju tego samego roku na powrót zostaje okrętem flagowym 6 Floty, do kraju powraca 29 września, a w październiku i listopadzie bierze udział w ćwiczeniach Floty Atlantyku. Na początku 1955 roku okręt odbywa rejs szkoleniowy w Zatoce Guantanamo, następnie wraca na Morze Śródziemne, na którym bierze udział w ćwiczeniach NATO. Z pokładu krążownika ćwiczenia obserwowane są przez sekretarza marynarki (United States Secretary of the Navy – Sekretarz Marynarki Wojennej Stanów Zjednoczonych) Thomasa S. Gatesa. W październiku okręt przypływa do Bostonu gdzie w stoczni przechodzi remont. W lutym 1956 roku okręt jak co roku wypływa w rejs szkoleniowy na Zatokę Guantanamo. Do Bostonu krążownik zawija w kwietniu. Następnie „Salem” rozpoczyna swoją 20 miesięczną służbę jako okręt flagowy 6 Floty. Do kraju wraca dopiero w lipcu 1958 roku. Od sierpnia do października 1958 roku krążownik był okrętem flagowym 2 Floty i w tej roli we wrześniu odbył jeszcze jeden rejs na Morze Śródziemne. 30 stycznia 1959 roku Salem został przeniesiony do rezerwy, zacumowany i zakonserwowany w Filadelfii. Skreślony z listy floty tego samego dnia co „Des Moines”. W październiku 1994 roku okręt dotarł na holu do Quincy, gdzie zacumowany w dawnej stoczni Fore River stanowi główną atrakcję miejscowego muzeum United States Naval Shipbuilding Museum.